# Cắm sừng
Cắm sừng là một thuật ngữ chỉ việc phản bội, ngoại tình trong một mối quan hệ tình cảm. Trong sinh học tiến hóa, thuật ngữ này cũng được áp dụng cho những con đực đang vô tình dành tình thương vào con non không cùng huyết thống. Người phản bội thường bị coi là kẻ cắm sừng, còn người bị phản bội được coi là kẻ mọc sừng.

## Từ nguyên

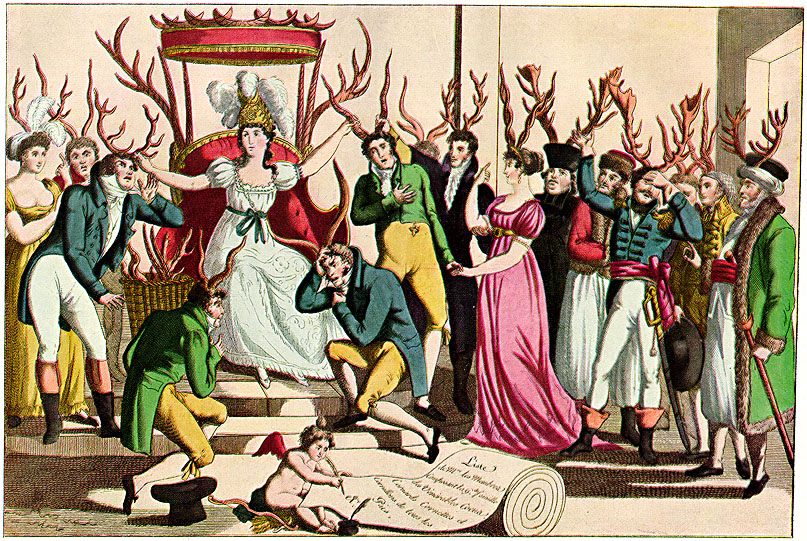
Tranh châm biếm của Pháp về việc cắm sừng, cả đàn ông và phụ nữ đều đeo sừng (khoảng năm 1815)

Từ tiếng Anh tương đương với cắm sừng - cuckold xuất phát từ chim cu, ám chỉ đến hành vi đẻ trứng trong tổ chim khác 
Từ này thường ngụ ý rằng người đó bị người bạn đời lừa dối; người đó không nhận thức được sự không chung thủy của người bạn đời mình và có thể không biết cho đến khi đứa trẻ họ cùng nuôi dưỡng lớn lên bị phát hiện không cùng huyết thống (giống như chim cu).
Hiện nay, nguồn gốc của chữ này vẫn chưa được định rõ nó xuất phát từ đâu và vì sao lại có cụm từ này. Hiện nay có rất nhiều cách lý giải khác nhau về nguồn gốc của từ này, tuy nhiên cách lý giải nào là đúng nhất thì không ai chứng minh được. Theo nhà nghiên cứu tất cả các giả thuyết dưới đây được đưa ra đều có cơ sở. Còn nguồn gốc từ “mọc sừng” ở Việt Nam chắc chắn là do người Pháp du nhập vào mà có, chứ không xuất phát từ bất cứ một điển tích nào trong nước. Có 4 ý nghĩa để giải thích cho thành ngữ.

### Liên quan tới hoàng đế Andronikos xứ Byzantium
Andronikos I Komnenos xứ Byzantium (tiếng Hy Lạp: Ανδρόνικος Αʹ Κομνηνός). Sinh năm 1118, nắm quyền trong một thời gian ngắn từ năm 1183 cho đến khi ông mất vào ngày 12 tháng 9 năm 1185. Chỉ trong 2 năm trị vì, Andronikos đã cai trị dân chúng bằng những biện pháp tàn khốc, trả thù một cách man rợ những người chống đối. Nhà vua tống chồng của nhân tình vào ngục để tha hồ thỏa chí dục vọng, còn trước cửa nhà họ, cho đặt đầu hươu nai, hoặc thủ cấp động vật có sừng khác mà ông kiếm được trong những dịp đi săn. Từ đó xuất hiện câu "Để người ta cắm sừng lên đầu mình" đồng nghĩa với những nỗi bất hạnh mà các ông chồng kia phải gánh chịu.

### Trong văn học Hy Lạp, La Mã cổ đại
Theo như nền văn học phương Tây cổ đại cũng dùng từ “mọc sừng” để chỉ những gã chồng khờ, có vợ ngoại tình mà không biết. Nhà văn Niketas Choniates viết tiểu sử hoàng tử Andronikos có đoạn: “Ngài treo nhiều cặp sừng thú mà ngài săn được trên các cây cột trong nhà để giễu cợt những vị anh hùng bị mọc sừng”. Sách cũng kể rằng: “Cặp sừng đặc biệt đó giống như sừng dê, một con vật được coi là dâm dật nhất trong tất cả các loài thú”. Truyền thuyết cổ Hy Lạp cũng kể chuyện về vị thần cai quản thượng giới là Jupiter đã biến ra con bò có sừng để trăng hoa với người đẹp Europa, khiến hoàng hậu thời đó là Pasiphae hạ sinh cho vua Minos một hoàng tử có sừng. Tất cả những truyền thuyết trên, những sự tranh cãi về sự ra đời của chiếc sừng, thật ra, cho đến nay vẫn chưa ngã ngũ.

### Các vị thần trên đỉnh Olympia
Trong thế giới của các vị thần trên đỉnh Olympus cho tới thế giới trần gian, cặp sừng đã có và sẵn sàng cắm lên trán bất kỳ ai lơ đễnh. Vị hoàng đế được cắm nhiều sừng nhất là Claudius, nhà vua thứ ba trong dòng Ceasar ở La Mã. Trong lúc ngài xông pha trận mạc, chinh phục xứ Gaul, vợ của ngài là hoàng hậu Messali hạ sinh được một đứa con trai. Khi trở về, biết chuyện, ông cũng đã xử tử vợ, nhưng cặp sừng trên trán thì vẫn bị chế giễu, không sao nhổ đi được. Sau đó, vua Claudius tục huyền với nàng Agrippina, một thiếu phụ chuyên cắm sừng chồng, bà này có đứa con riêng là Nero, bà đã đầu độc Claudius và đưa Néron lên ngôi thành một bạo chúa. Ngay đại anh hùng nước Pháp, như Napoleon, khi chiến chinh xa cũng bị hoàng hậu Joséphine liên tiếp cho mọc sừng trên đầu nhưng ông vẫn tha thứ.

### Chỉ là một từ mang tính chế giễu có bắt nguồn từ Pháp
Nhà nghiên cứu văn hóa dân gian Nguyễn Hùng Vĩ, Đại Học Khoa Học Xã Hội & Nhân Văn, ĐHQG Hà Nội cho rằng, từ "mọc sừng" xuất hiện ở Việt Nam từ thời Pháp thuộc, được dịch từ tiếng Pháp là Cocu hay cu cu. Đối với người Pháp, khi chế giễu người đàn ông "mọc sừng" (bị cắm sừng) người ta thường dùng từ "Cocu hay Coucou". Theo truyền thuyết Âu châu từ xa xưa, chữ "Cocu hay Coucou" xuất phát từ tiếng Pháp, chỉ con chim Coucou, một giống chim không biết làm tổ, chuyên đi đẻ nhờ vào tổ chim khác. Chuyện con Coucou đi đẻ ở một ổ khác được người ta hiểu theo cách giống như một người đàn ông bị vợ phản bội, đi quan hệ với một người đàn ông khác một cách tự nguyện.